# Vesti.bg
Vesti.bg е информационен сайт в портфолиото на българската дигитална медийна компания „Нетинфо“, която е част от Нова Броудкастинг Груп. Съдържанието в уебсайта включва политически, културни и развлекателни новини, представени с помощта на видео материали и галерии. На началната страница на уебсайта място намират най-популярните и коментирани новини. Vesti.bg предлага авторско съдържание и специализирана информация (автомобили, технологии др.).

## История
Информационният сайт е създаден през 1999 г., първоначално под името Netinfo.bg. От 2009 г. името се променя на Vesti.bg и сайтът е с нов дизайн. От 2010 г. Vesti.bg е с изцяло нова мобилна версия, включваща нови категории и функционалности.
През годините Vesti.bg се е ангажирал с различни социални инициативи. Информационният сайт работи съвместно с Български Дарителски Форум, като само през 2011 г. дарява 1 милион импресии на месец на Единен дарителски номер в България – DMS. Във vesti.bg безвъзмездно са публикувани банери на кампании от системата на DMS, като с приоритет са кампании за набиране на средства за болни деца.
Vesti.bg работи в партньорство с Промяната – социално отговорна инициатива на Нова Броудкастинг Груп, която цели да открива и подпомага мотивирани социални предприемачи.

## Посещаемост
По данни на Gemius (март 2018 г.) широката аудитория на Vesti.bg включва хора на възраст между 18 – 44 години.
Уебсайтът има и активно присъствие в социалните мрежи, като страницата на сайта във „Фейсбук“ е последвана от 160 хил. потребители.

## Награди
Vesti.bg е отличен с първо място в категория „Медии“ от конкурса БГ сайт през 2014 г.  През същата година информационният сайт печели грамота в категория „Медии“ в годишния конкурс „Заедно“ на фондация Работилница за граждански инициативи.